# سوزانو
سوزانو (بالإنجليزية: Suzano)‏ هي مدينة، وبلدية في البرازيل، تتبع ساو باولو، بلغ عدد سكانها 228٬690  نسمة، في 1 أغسطس 2000، تبلغ مساحتها 206٫236 كيلومتر مربع.

## الموقع
تشترك في الحدود مع:
- إيتاكاكيسيتوبا
- موجي داس كروزيز.

## أعلام
- ليو
- ديبورا ناسيمنتو